# Cussac-Fort-Médoc
Cussac-Fort-Médoc è un comune francese di 1 977 abitanti situato nel dipartimento della Gironda nella regione della Nuova Aquitania.

## Società

### Evoluzione demografica
Abitanti censiti